# Haemaphlebiella
Haemaphlebiella is een geslacht van vlinders van de familie spinneruilen (Erebidae), uit de onderfamilie Arctiinae.

## Soorten
- H. formona Schaus, 1905
- H. strigata Jones, 1914
- H. venata Rothschild, 1909